# Danutė Stanelienė
Danute Stanelienė (20 avril 1922 – 8 août 1994) est une mitrailleuse du 167e Régiment d'Infanterie de la 16e Division d'infanterie lituanienne pendant la Seconde Guerre mondiale. Le 24 mars 1945, elle devient la première femme à être décorée de l'Ordre de la Gloire de 1re classe.

## Enfance et éducation
Stanelienė est née le 20 avril 1922 dans une famille de paysans lituaniens du village de Pelucmurgiai (lt) en Lituanie. Après le début de la guerre, elle est évacuée dans l'Oblast de Iaroslavl en Russie, où elle travaille sur une ferme collective, après avoir terminé quatre ans à l'école secondaire. Après avoir travaillé à Iaroslavl pendant environ un an, elle s'enrôle dans l'Armée rouge. En 1944, elle devient membre du Parti Communiste.

## Carrière militaire
Après s'être enrôlée volontairement dans l'Armée rouge en 1942, elle commence par servir dans une unité de soins médicaux avant d'être transférée en cuisine. Alors qu'elle est cuisinière, elle rencontre Lena Sergeyeva, une femme mitrailleuse qui lui apprend à tirer et lui apprend que les femmes mitrailleuses ont combattu dans la Guerre Civile russe. Lorsque Sergeyeva est tuée en action, Stanelienė demande à son commandant de compagnie de devenir une mitrailleuse. Son commandant le lui permet et après avoir suivi des cours sur les mitrailleuses en décembre, elle est affectée au 167e Régiment d'Infanterie de la 16e Division d'infanterie lituanienne de la 4e Armée de Choc sur le premier front de la Baltique.
Le premier combat de Stanelienė se déroule pendant la Bataille de Koursk dans le village de Panskaya, où elle gagne le respect de ses collègues, par sa technique et sa patience. Elle n'ouvre pas immédiatement le feu sur l'ennemi, mais attend plutôt que l'ennemi progresse le plus possible avant d'ouvrir le feu. Dans un engagement le 16 juillet 1943, trois de ses doigts sont arrachés par des éclats d'obus tirés par l'ennemi, mais elle continue de tirer sur l'infanterie ennemie, malgré ses blessures et reste à son poste jusqu'à ce qu'un autre soldat vienne prendre la relève. En convalescence à l'hôpital, elle reçoit la Médaille du Courage.
Après être sortie de l'hôpital et avoir rejoint son régiment, elle combat dans la bataille pour reprendre une gare du village de Rodnye. Après le lancement du raid sur la gare par l'Armée rouge, l'Axe monte un barrage de contre-attaques comprenant des frappes aériennes et des tirs d'artillerie. Son commandant de compagnie est blessé par un raid aérien et ne peut plus lutter, elle prend alors sa mitraillette et commence à tirer sur les forces d'infanterie de l'Axe et, plus tard choisit les lieux pour repositionner les mitrailleuses alors que son peloton est presque entièrement entouré par les forces ennemies. Stanelienė poursuit le combat et reste dans son nid de mitrailleuses, afin de repousser les contre-attaques en attendant l'arrivée des renforts malgré la perte de la plupart des membres de son peloton. Pour ses actions, elle reçoit l'Ordre de la Gloire de 3e classe le 3 janvier 1944,.
Elle obtient son deuxième Ordre de la Gloire le 26 août 1944 pour ses actions près de la ville de Polotsk, où, début juillet, elle établit son poste de mitrailleuse sur la ligne de feu et repousse treize contre-attaques, en attendant l'infanterie ennemie avant de leur tirer dessus presque à bout-portant,.
Stanelienė devient chevalier de l'Ordre de la Gloire le 24 mars 1945 pour ses actions dans l'Offensive de la Baltique, faisant d'elle la première femme à recevoir cette distinction. Tout en avançant dans une forêt, un tir de sniper de l'Axe la manque mais elle garde sa position et le finit avec son fusil mitrailleur. Tout en avançant sur la route Klaipėda – Sovetsk, Stanelienė et son unité échangent des tirs avec des soldats ennemis et font prisonniers de nombreux soldats ennemis. Dans cette action, elle tue aussi trois ennemis mitrailleurs.

## Après-guerre
Après la fin de la guerre, Stanelienė est démobilisée de l'Armée rouge avec le grade de starshina et travaille pour un comité local de district du Parti Communiste et, plus tard, au Conseil des Ministres de Vilnius avant de diriger le département des ressources humaines d'une usine de plastiques. Elle participe au Défilé du Jour de la Victoire de 1970 à Moscou et est affectée dans la première rangée de marcheurs à pied avec les autres récipiendaires de l'Ordre de la Gloire de 1re Classe. Elle décède à l'âge de 72 ans à Vilnius, et est enterrée dans le cimetière de Saltoniškės.

## Distinctions
- Ordre de la Gloire (les trois classes)
- Ordre de la révolution d'Octobre
- Ordre de la Guerre Patriotique de 1re classe
- Médaille du Courage
- Ordre du Drapeau rouge du Travail